# Hugo Jaeggi
Pour les articles homonymes, voir Jaeggi.
Hugo Josef Jaeggi (né le 15 mai 1936 à Soleure et mort le 23 août 2018 à Burg im Leimental) est un photographe suisse.

## Biographie
Hugo Jaeggi a fait son apprentissage professionnel en tant que photographe avec Ernst Räss de 1953-1956 à Soleure après  ses études secondaires. De 1958 à 1959, il a travaillé comme caméraman pour la télévision suisse.
Il dirige sa propre entreprise de photographie à Bâle jusqu'en 1974. À partir de 1983, il vit et travaille à Burg im Leimental (canton de Bâle-Campagne). Jaeggi était constamment dédié à ses propres projets photographiques avec des normes artistiques élevées, en particulier dans le domaine des portraits. Des voyages l'ont conduit au Guatemala, en Inde, au Bélarus et dans des pays africains. Pendant ces voyages il créa ses propres images très personnelles et principalement en noir et blanc.
Il publie dans de nombreux médias imprimés, tels le magazine de la Basler Zeitung, mais l'artiste a continuellement complété son travail photographique personnel.

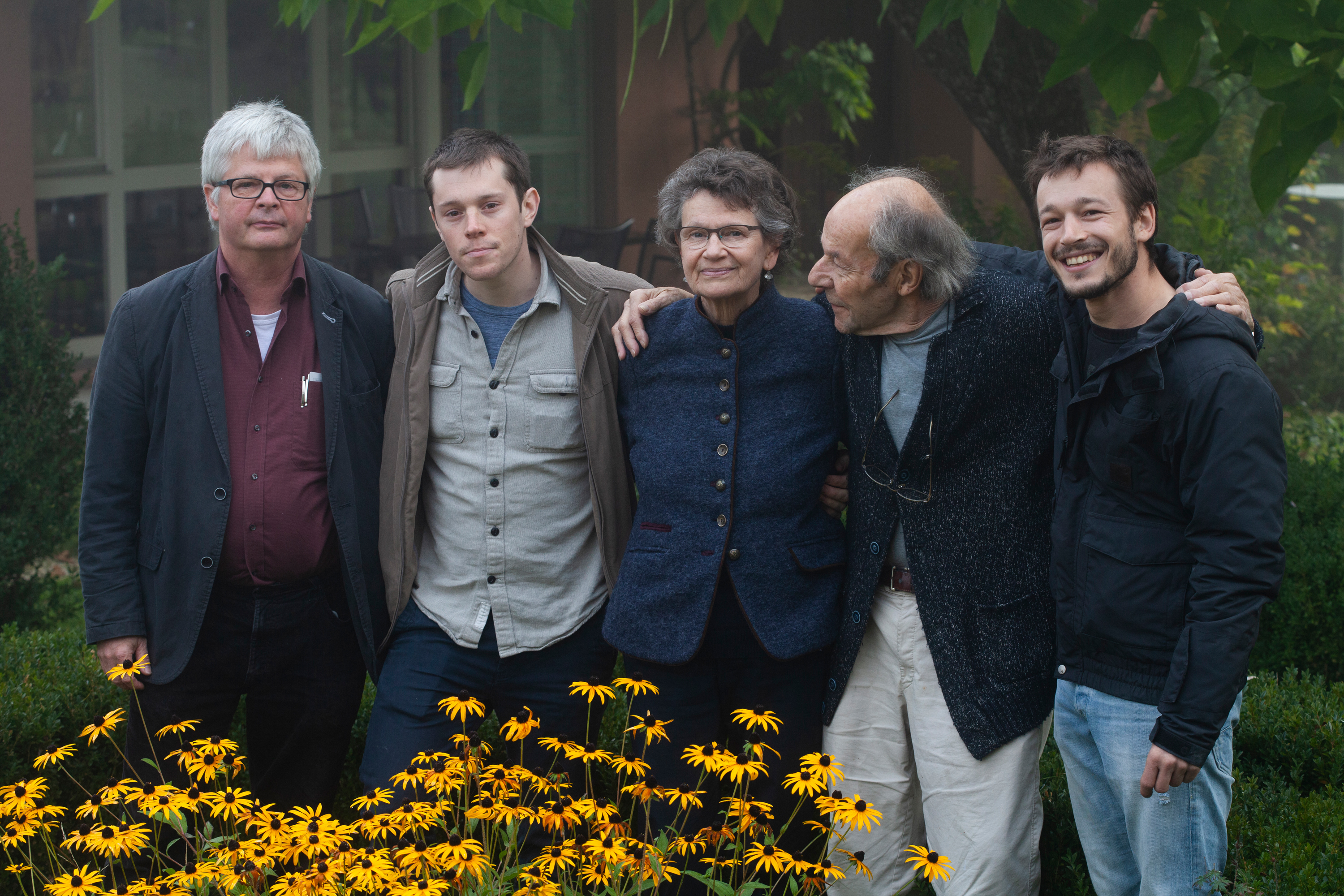
Jaeggi avec les réalisateurs du film Hugo Jaeggi — Zudem ist der Traum oft Realität genug

Jaeggi a essayé de capturer ses expériences et ses rêves dans des images nouvellement composées baignant dans la lumière spéciale. Les paramètres classiques du design, une composition bien pensée et une narration à plusieurs niveaux narratifs sont restés pour lui des critères essentiels. Il a utilisé son appareil photo Leica 35 mm éprouvé avec un objectif 35 mm pendant plus de six décennies.
« Hugo Jaeggi est également un narrateur virtuose. Surtout, la rencontre avec les gens l'inspire à enregistrer des histoires de vie et des destins, à accompagner les développements, à observer les changements et à réfléchir à ces changements », a écrit Peter Pfrunder, directeur de la Fondation suisse pour la photographie à propos de Hugo Jaeggi (dans : Peter Jaeggi and Peter Pfrunder (éd.), Hugo Jaeggi. Nahe am Menschen: Fotografien, Benteli, Berne.  (ISBN 978-3-7165-1432-0)). La Fotostiftung Schweiz Winterthur archive plus de 600 œuvres à la gélatine argentique de l'artiste (en 2017 ). 
Les thèmes visuels de Hugo Jaeggi comprennent : portrait, paysage, nature morte, vie quotidienne, industrie (Von Roll), travail, plusieurs projets à long terme, questions humanitaires et autres.
Il a enseigné dans une école Steiner jusqu'en 2016.
À partir de 2006, Hugo Jaeggi a utilisé l'appareil photo numérique pour effectuer des changements dans le voisinage immédiat lorsqu'il a découvert la nature extraordinaire des processus de décomposition naturels dans le voisinage immédiat de sa maison.
Jaeggi est décédé d'un cancer en 2018 à l'âge de 82 ans.
En 2019, le film Zudem ist der Traum oft Realität genug sur la vie et l’œuvre de Hugo Jaeggi, réalisé par Matthias Leupold et Jérôme Depierre, est sorti en 2019.

## Collections
Son œuvre est archivé par la Fondation suisse pour la photographie.

## Publications
- 1980 : « Grün 80 », Friedrich Reinhardt, Basel  (ISBN 978-3-7245-0453-5)
- 1986 : « Hugo Jaeggi. Fotografien », Kat., Text Urs Stahel, Kunstmuseum, Solothurn  (ISBN 978-3-906663-05-0)
- 1994 : Peter Jaeggi, « Menschen in der Tela – Gesichter und Geschichten aus der Fabrik », Aarcadia-Verlag, Solothurn  (ISBN 978-3-908579-01-4)
- 1998 : Peter Jaeggi (Hg.), « Die Hoffnung stirbt zuletzt – Belarus im Jahre zwölf nach Tschernobyl » (mit Sergej Bruschko), AT Verlag, Aarau  (ISBN 978-3-85502-637-1)
- 2006 : Peter Jaeggi und Peter Pfrunder (Hg.), « Hugo Jaeggi. Nahe am Menschen: Fotografien », Benteli, Bern  (ISBN 978-3-7165-1432-0)